# Snakes and Arrows Live
Snakes and Arrows Live is een livemuziekalbum van de Canadese rockband Rush. Het album geeft een registratie weer van de tournee die volgde op de release van het album Snakes and Arrows uit 2007. Snakes and Arrows Live is opgenomen in Ahoy Rotterdam.

## Tracklisting
CD1
1. Limelight
2. Digital Man
3. Entre Nous
4. Mission
5. Freewill
6. The Main Monkey Business
7. The Larger Bowl
8. Secret Touch
9. Circumstances
10. Between the Wheels
11. Dreamline
12. Far Cry
13. Workin' Them Angels
14. Armor and Sword

CD2
1. Spindrift
2. The Way the Wind Blows
3. Subdivisions
4. Natural Science
5. Witch Hunt
6. Malignant Narcissism - De Slagwerker
7. Hope
8. Distant Early Warning
9. The Spirit of Radio
10. Tom Sawyer
11. One Little Victory
12. A Passage to Bangkok
13. YYZ